# Robin Pedersen
Robin Pedersen, född 31 augusti 1996 i Mo i Rana, är en norsk backhoppare. Pedersen har tävlat i världscupen i backhoppning sedan 2018 då han debuterade i Holmenkollen.
Han är son till Trond Jøran Pedersen, en framstående norsk backhoppare under 80- och 90-talet.

## Karriär
I Juniorvärldsmästerskapen i nordisk skidsport 2016 i Râșnov i Rumänien blev Pedersen tjugotvåa i den individuella tävlingen och tog ett silver med det norska laget i lagtävlingen.
2019 och 2020 började Pedersen upp pallplatser och vinster i kontinentalcupen i backhoppning. Sammanlagt har han mellan säsongerna 2020 och 2025 21 pallplatser från kontinentalcupen, varav 13 segrar. Den 9 mars 2020 hoppade Pedersen till sig en femte plats individuellt i en världscuptävling i Lillehammer. Pedersen har även vunnit i världscupen när han deltagit i det norska laget under lagtävlingar.
Pedersen gjorde sitt första världsmästerskap på hemmaplan 2025 i Trondheim. Där hoppade han till sig en sextonde plats i normal backe samt en tredje plats med det norska laget i lagtävlingen i stor backe. Samtliga resultat från norska backhoppare vid mästerskapet är dock under utredning på grund av en omfattande skandal där Norge anklagats för systematiskt fusk med dräkter och bindningar under mästerskapet. Pedersen stängdes av från internationella tävlingar av internationella skidförbundet den 13 mars 2025, men avstängningen lyftes den 1 april 2025, medan avstängningen mot de involverade norska ledarna kvarstod.